# Henry Homburger
Henry Anton Homburger (* 9. Dezember 1902 in Saranac Lake, New York; † 14. September 1950 in Sacramento, Kalifornien) war ein US-amerikanischer Bobfahrer.

## Biografie
Henry Homburger studierte an einem College in Indiana Ingenieurwissenschaften und kehrte später nach Lake Placid zurück. Dort arbeitete er als Bauingenieur. Beim Bau der Olympia-Bobbahn Mount Van Hoevenberg war Homburger maßgeblich beteiligt. Er startete selbst bei den Olympischen Winterspielen 1932 als Pilot zusammen mit seinen Anschiebern Percy Bryant, Paul Stevens und Edmund Horton im Viererbobwettbewerb. Durch seine Kenntnisse über die Bahn konnte er mit seiner Mannschaft Silber gewinnen.